# Оларі (Прахова)
Оларі (рум. Olari) — село у повіті Прахова в Румунії. Входить до складу комуни Оларі.
Село розташоване на відстані 39 км на північ від Бухареста, 22 км на південний схід від Плоєшті, 107 км на південний схід від Брашова.

## Населення
За даними перепису населення 2002 року у селі проживали 760 осіб, з них 759 осіб (99,9%) румунів. Рідною мовою 759 осіб (99,9%) назвали румунську.